# Abraham ben David
Abraham ben David (1125-1198) va ser un filòsof i rabí francès.
Popularment conegut amb l'acrònim RABAD (basat en les inicials del seu nom), va néixer al sud de França uns 20 anys abans del naixement del gran rabí Maimònides, el Rambam. Abraham ben David va ser afortunat, car el seu indret de naixement, no estava lluny de la ciutat de Lunel. A Lunel es va aplegar la crema dels rabins talmudistes, i la Universitat va esdevenir un refugi dels erudits perseguits a cada país del Món. Molts creuen que Lunel va començar a funcionar com un centre d'aprenentatge de la Torà, des de l'època de la destrucció del segon Temple de Jerusalem. Dins d'aquesta esfera de profunds ensenyaments religiosos i místics, el Rabí Abraham ben David va rebre la seva educació.
El RABAD no va tornar a Posquières fins que va tenir 40 anys, i aleshores, ja havia servit com a membre d'un tribunal rabínic (Bet Din) a Lunel i a Nimes. A més de la seva erudició, Ravad era conegut per la seva riquesa i generosa benevolència. Va donar suport als estudiants de l'acadèmia rabínica de la seva comunitat. A més de dur a terme bones obres i dedicar-se a l'àmbit de l'educació, va tenir també temps per escriure alguns comentaris.
Entre els seus escrits es troben les seves notes, anomenades (hasagot), i un comentari del Mixné Torà de Maimònides, el RAMBAM. Encara que el Rabí Abraham ben David era un crític molt sever, estava impulsat principalment per un estricte seguiment de l'ortodòxia rabínica i talmúdica. El Rabí Abraham temia que la magnifica obra literària del RAMBAM, el Mixné Torà, que relata amb gran detall la llei jueva, la Halacà, pogués reemplaçar l'estudi del Talmud babilònic. Les persones certament podien sentir-se inclinades a fer servir el Mixné Torà en lloc de la Tanakh i, per tant, deixarien d'estudiar les sagrades escriptures. De totes maneres, el temps va demostrar que tots dos rabins van contribuir molt a l'avanç de l'aprenentatge jueu.
La riquesa del Rabí Abraham i el seu lloc en la comunitat van demostrar ser un desafiament, ja que el cobejós governador de Posquières va trobar la manera de treure profit d'això. Va aconseguir que el rabí fos empresonat, esperant rebre una important suma monetària pel seu alliberament. Durant molts anys, el Rabí Abraham va estar pres entre les quatre parets d'una antiga presó francesa. Encara que la seva ment va romandre activa i fèrtil referent als afers espirituals. El rabí, no va pensar en el seu empresonament, ni tampoc podia fer res per a ser alliberat. El cobejós governador aviat es va oblidar del tot del Rabí Abraham, però Déu no ho va fer. Alguns anys més tard, seguint l'ordre d'un important noble francès de la cort del rei, el rabí va ser finalment alliberat.
Abraham va escriure extensament fins a la seva defunció. El rabí va redactar comentaris de tractats del Talmud. Alguns autors posteriors el citaven freqüentment, entre ells estava el notori Bezalel Ashkenazi. Els alumnes del RABAD, es troben entre els grans del poble d'Israel (Am Yisroel). Entre ells cal assenyalar a Abraham ben Nathan, l'autor del Séfer ha-Ezer, i altres autors. El rabí tenia dos fills, David i Isaac, aquest darrer era conegut com a Isaac el cec, i va ser un famós cabalista.